# Ève le Maréchal
Ève le Maréchal, en anglais Eva Marshal (1203-1246)[réf. nécessaire], était une noble issue de l'aristocratie cambro-normande, et l'épouse du puissant seigneur des Marches galloises Guillaume de Briouze, ou William (V) de Braose († 1230), seigneur de Radnor, Brecon et Abergavenny. Elle était la fille de Guillaume le Maréchal, comte de Pembroke, et la petite-fille du comte de Pembroke Richard de Clare, dit Arc-Fort, et d'Aoife MacMurrough (ou Ève de Leinster).
À la suite de la pendaison publique de son époux sur ordre du prince de Galles Léolin le Grand, elle tint les terres et châteaux des Briouze de son droit propre.

## Famille et mariage
Ève naquit en 1203, au château de Pembroke, en Pays de Galles, cinquième fille et dixième enfant de Guillaume le Maréchal et d'Isabelle de Clare, suo jure comtesse de Pembroke. Ses grands-parents paternels étaient Jean le Maréchal et Sibylle de Salisbury ; ses grands-parents maternels, le comte de Pembroke Richard de Clare, connu sous le nom d'Arc-Fort ou Strongbow et Aoife MacMurrough, de qui l'enfant tint probablement son prénom.
Ève était la benjamine de la famille[réf. nécessaire], cinq fils et quatre fils l'ayant précédée. Ève et ses sœurs étaient réputées pour leur beauté et leur esprit. De 1207 à 1212, Ève et sa famille vécurent en Irlande.
Peu avant 1221, âgée de dix-huit ans, elle épousa le seigneur des Marches Guillaume de Briouze (ou William de Braose), qui succéda en 1228 à la tête de la seigneurie d'Abergavenny, et dont elle eut quatre filles. Guillaume était le fils de Reginald de Briouze et de sa première épouse, Grecia Briwere. Il était infiniment détesté de la population galloise, qui l'avait surnommé Gwilym Ddu ou Guillaume le Noir.

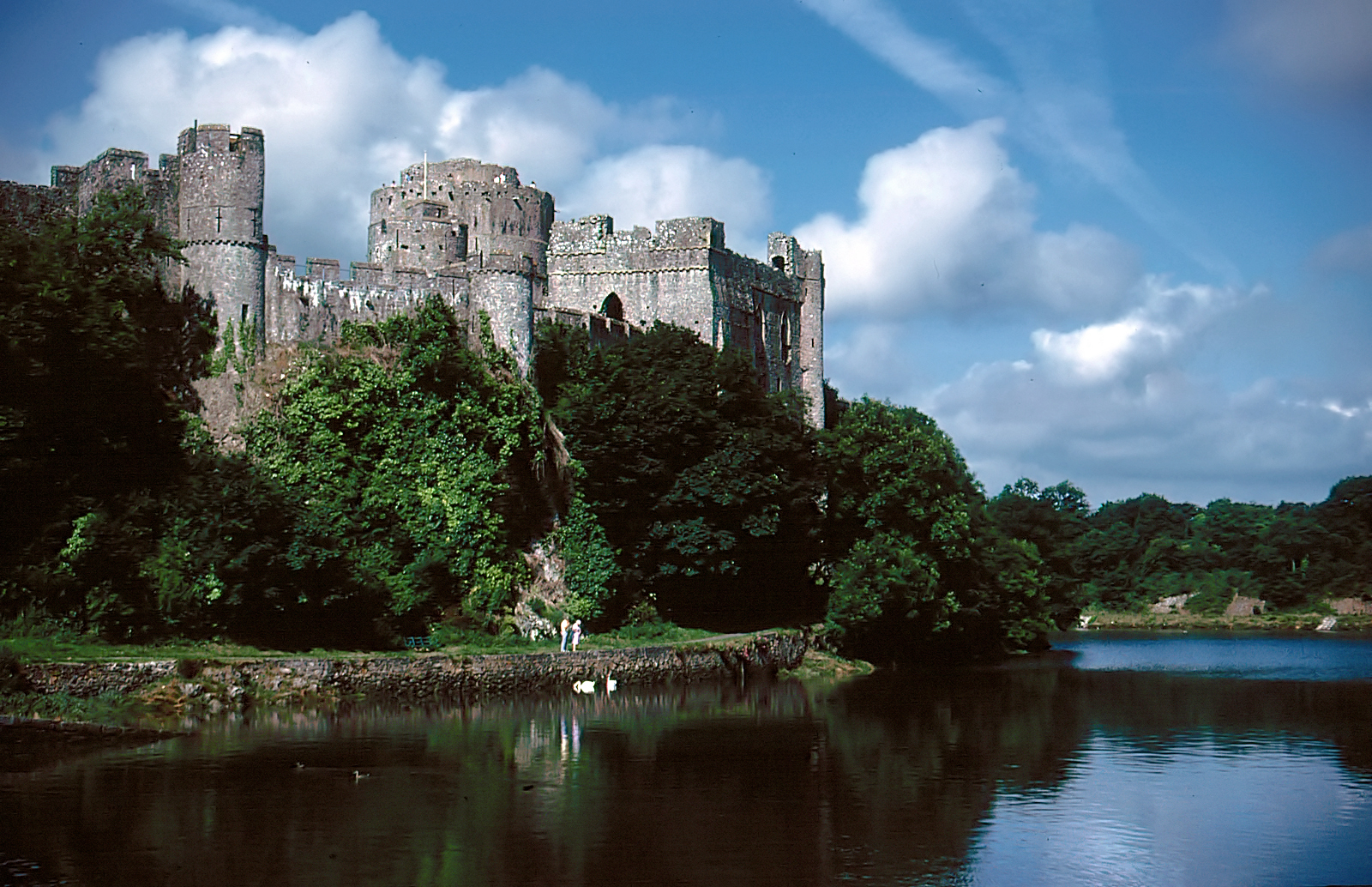
Château de Pembroke, pays de Galles, lieu de naissance d'Ève le Maréchal

## Veuvage
Le 2 mai 1230, le mari d'Ève fut pendu publiquement sur ordre du prince de Galles Léolin le Grand, après avoir été découvert dans la chambre du prince en compagnie de l'épouse de Léolin, Jeanne, fille de Jean d'Angleterre. Ironie et cruauté du sort, quelques mois plus tard la fille d'Ève, Isabelle, épousa le fils de Léolin, Dafydd ap Llywelyn (ou David de Vénédotie), leur contrat de mariage ayant été établi avant le crime et l'exécution de Briouze. Le prince Léolin écrivit peu de temps après à Ève, pour s'excuser et expliquer qu'il avait été contraint à cette sentence à cause de l'insistance des seigneurs gallois. Il conclut cependant sa lettre en espérant que cette exécution n'affecterait pas leurs affaires.
À la suite de la mort de son mari, Ève tint les états de Briouze, terres et châteaux, en vertu de son droit propre. Ève perçut 12 marcs du roi Henri III d'Angleterre afin de fortifier le château de Hay, dont elle avait reçu la gestion comme part de son douaire.
Au commencement de l'année 1234, Ève fut embarquée dans la révolte de son frère le comte de Pembroke Richard contre le roi Henri et fut probablement l'un des arbitres entre le souverain et ses frères rebelles à la suite de l'assassinat de Richard en Irlande. Cette supposition découle du sauf-conduit qu'Ève reçut en mai 1234 afin de s'adresser au roi. À la fin de ce même mois, le roi accorda à Ève un décret lui rendant possession des terres et châteaux qu'Henri lui avait confisqué en réponse à la révolte de ses frères. Ève reçut également une déclaration formelle du souverain disant qu'elle était « revenue dans ses bonnes grâces ».
Ève mourut en 1246, âgée de quarante-trois ans.

### Enfants
De son mariage avec Guillaume de Briouze, ou William (V) de Braose († 1230), elle eut :
- Isabelle de Briouze (née en 1222), qui épousa le prince David de Vénédotie. Elle mourut sans enfant.
- Mathilde de Briouze (1224-1301), qui épousa en 1247 Roger Mortimer, dont descendance, parmi laquelle Edmond Mortimer et Isabelle Mortimer, comtesse d'Arundel.
- Ève de Briouze (1227-28 juillet 1255), qui épousa Guillaume III de Cantelou, dont postérité.
- Aliénor de Briouze (vers 1228-1251), qui épousa en 1241 Humphrey (V) de Bohun. Ils eurent deux fils, Onfroi (VI) de Bohon, comte d'Hereford, et Gilbert de Bohon, ainsi qu'une fille, Aliénor de Bohun.

## Descendance royale
À travers sa fille Mathilde, qui avait épousé Roger Mortimer, Ève fut l'ancêtre des rois d'Angleterre Édouard IV, Édouard V, Richard III, et de tous les rois depuis Henri VIII. Elle est aussi l'ancêtre des reines Anne Boleyn, Jane Seymour, Catherine Howard, et Catherine Parr à travers le lignage de trois de ses filles : Aliénor, Mathilde, et Ève de Briouze.

## Sources
- de Braose family genealogy
- Cokayne, G. E. The Complete Peerage
- Costain, Thomas B. (1959). The Magnificent Century. Garden City, New York: Doubleday and Company, Inc.